# Pentire Head
Pentire Head è un promontorio a nord della Cornovaglia in Inghilterra. Il promontorio si proietta con Pentire Point all'angolo nord-ovest e The Rumps a nord-est. 
Pentire Point e Stepper Point si trovano su entrambi i lati della foce del fiume Camel. A sud di Pentire Point si trova la piccola località di Polzeath.
Sul promontorio The Rumps sorgeva una fortezza rupestre dell'età del ferro.
Il South West Coast Path segue la costa intorno al promontorio e molte barche turistiche spesso navigano intorno al promontorio diretti a Padstow, che si trova nelle vicinanze. Pentire Head è di proprietà del National Trust.